# Claude Antoine Thory
Claude Antoine Thory, né le 26 mai 1759 à Paris où il est mort le 22 octobre 1827, est un écrivain, naturaliste et collectionneur de roses français. Auteur sur la franc-maçonnerie et avocat au parlement de Paris, adjoint au maire du 1er arrondissement.

## Biographie
Claude Antoine Thory est connu pour avoir rédigé les notices descriptives de l'ouvrage de botanique, « Les Roses, décrites et classées selon leur ordre naturel », publié en 1828 et illustré par Pierre Joseph Redouté.
Franc-maçon du Grand Orient de France, il est l'auteur d'un réfutation argumentée et historique de la « patente Gerbier », qui revendique sa prééminence sur les hauts-grades de franc-maçonnerie du XVIIIe siècle, lors de la codification des Ordres de Sagesse entre 1783 et 1786. Sa démonstration sur la fausseté de ce document est corroborée par les historiens contemporains.

## Publications
- "Les Roses" (Tome 1, 2 et 3 - Texte intégral)
- Histoire de la Franc-maçonnerie et de la Grande Loge d'Écosse, 1813, Editions Ivoire-clair, 2001 (traduction du livre original d'Alexander Lawrie, 1804).